# 바누아투의 코로나19 범유행
바누아투에서는 코로나19 범유행에 따른 확진자가 2020년 11월 11일 처음 확인되었다.

## 배경
2020년 1월 12일 세계보건기구(WHO)는 2019년 12월 31일부터 일어난 중화인민공화국 후베이성 우한시의 집단 호흡기 질환이 신종 코로나바이러스 때문이라는 것을 확인하였다.
코로나19의 사망률은 2003년에 일어난 사스 유행 당시와 비교하면 낮지만, 전염성은 높아 총 사망자가 늘어난 결과를 낳았다.

## 경과
3월 16일, 바누아투에 입국하는 여행객들을 대상으로 한 이동제한조치와 격리절차가 본격 실시되었다. 3월 22일 바누아투 보건당국은 리조트에서 근무하던 한 직원이 코로나바이러스 의심증상을 보여 검사에 들어간 결과 음성 판정이 나왔다고 발표했다. 3월 26일 탈리스 오베드 모세스 바누아투 대통령은 전국에 국가비상사태를 선포하였다. 한편으로 아네이튬섬을 방문하던 크루즈 여행객이 바이러스 양성판정을 받으면서 섬 전역에 제재 조치가 내려지기도 했다. 섬 현지에서 채취한 혈액샘플을 뉴칼레도니아에 보내 검사하는 절차도 이뤄졌으나, 바누아투 내 최초 확진자로 기록되진 않았다.
11월 11일, 바누아투 당국은 코로나19에 감염된 무증상 확진자를 처음 확인했다고 발표하였다. 미국에서 온 이 남성은 시드니와 오클랜드를 거쳐 지난 11월 4일 바누아투에 입국하였으며, 격리 검사절차에 들어간 상황이었다. 11월 10일 다섯번째 검사에서 양성 반응이 나오면서 최종 확진판정을 받았다.

## 같이 보기
- 오세아니아의 코로나19 범유행
- 바누아투